# Simon Jones (acteur)
Pour les articles homonymes, voir Simon Jones (homonymie) et Jones.
Simon Jones (né le 27 juillet 1950 à Charlton Park (Wiltshire)) est un acteur britannique de cinéma, de théâtre et de télévision surtout connu pour avoir joué le rôle d'Arthur Dent dans la série télévisée et le feuilleton radiophonique de la BBC sur Le Guide du voyageur galactique.

## Biographie
Il a étudié à l'université de Cambridge où il a rencontré Douglas Adams (tous deux étaient membres du club de théâtre Cambridge University Footlights Club) et s'est lié d'amitié avec lui. Adams a écrit le rôle d'Arthur Dent dans le feuilleton radiophonique The Hitchhiker's Guide to the Galaxy spécialement pour Simon Jones.

## Filmographie sélective
- 1980 : Sir Henry at Rawlinson End : Joachim
- 1981 : The Hitchhiker's Guide to the Galaxy (6 épisodes) : Arthur Dent
- 1981 : Reds : le collègue de Louise Bryant en France
- 1981 : Brideshead Revisited (8 épisodes) : Lord Brideshead
- 1983 : Monty Python : Le Sens de la vie : Chadwick / Jeremy Portland-Smyth
- 1983 : Pour l'amour du risque (saison 5, épisode 1) : Calvin
- 1985 : Brazil : le fonctionnaire arrêté
- 1987 : Arabesque (saison 4, épisode 3) : Barnaby Friar
- 1990 : Green Card : un invité de la fête
- 1993 : Le Concierge du Bradbury : Albert
- 1994 : Miracle sur la 34e rue : Donald Shellhammer
- 1995 : L'Armée des douze singes : le zoologue
- 1997 : Ennemis rapprochés : Harry Sloan
- 1999 : Thomas Crown : le comptable
- 2001 : New York, unité spéciale (Law & Order: Special Victims Unit) (saison 2, épisode 17) : Darien Marshall
- 2000 et 2003 : Oz (saison 4, épisode 3 et saison 6, épisode 8) : le juge Mason Kessler
- 2005 : H2G2 : le Guide du voyageur galactique : image fantomatique